# Flagi gmin w województwie łódzkim
Flagi gmin w województwie łódzkim – lista symboli gminnych w postaci flagi, obowiązujących w województwie łódzkim.

Flaga województwa łódzkiego

Zgodnie z definicją, flaga to płat tkaniny określonego kształtu, barwy i znaczenia, przymocowywany do drzewca lub masztu. Może on również zawierać herb lub godło danej jednostki administracyjnej. W Polsce jednostki terytorialne (rady gmin, miast i powiatów) mogą ustanawiać flagi zgodnie z „Ustawą z dnia 21 grudnia 1978 o odznakach i mundurach”.  W pierwotnej wersji pozwalała ona jednostkom terytorialnym jedynie na ustanawianie herbów. Mimo to wiele miast i gmin, w tym w województwie łódzkim, podejmowało uchwały i używało flagi jako swojego symbolu. Dopiero „Ustawa z dnia 29 grudnia 1998 o zmianie niektórych ustaw w związku z wdrożeniem reformy ustrojowej państwa” oficjalnie potwierdziła prawo województw, powiatów i gmin do ustanawiania tego symbolu jednostki terytorialnej.
W 2025 w województwie łódzkim swoją flagę miało 105 ze 177 gmin. Symbol ten, w 2002, ustanowiło samo województwo.

## Lista obowiązujących flag gminnych

### Powiat bełchatowski
| Gmina            | Wzór | Opis |
| ---------------- | ---- | --- |
| Miasto Bełchatów |      | Flaga miasta została ustanowiona 10 czerwca 1987, ponownie uchwałą nr 58/V/97 z 28 kwietnia 1997. Jest to prostokątny płat tkaniny, podzielony na trzy równe poziome pasy: niebieski, żółty i zielony.                                                                                       |
| Gmina Bełchatów  |      | Flaga gminy to prostokątny płat tkaniny koloru zielonego, w którego centralnej części umieszczono herb gminy. |
| Gmina Drużbice   |      | Flaga gminy została ustanowiona uchwałą nr XVII/128/2008 z 23 czerwca 2008. Jest to prostokątny płat tkaniny, podzielony na trzy kliny: czerwony, srebrny i błękitny. Z lewej strony płata może zawierać herb gminy.                                                                         |
| Gmina Kleszczów  |      | Flaga gminy została ustanowiona uchwałą nr XLVIII/49/97 z 14 listopada 1997. Jest to prostokątny płat tkaniny o proporcjach 5:8, podzielony na trzy poziome pasy: zielony i dwa złote w stosunku 1:2:1.                                                                                      |
| Gmina Kluki      |      | Flaga gminy została ustanowiona uchwałą nr 40/XXIV/05 z 17 listopada 2005. Jest to prostokątny płat tkaniny o proporcjach 5:8 koloru błękitnego, w którego lewej części umieszczono godło z herbu gminy.                                                                                     |
| Gmina Rusiec     |      | Obecna wersja flagi gminy została ustanowiona uchwałą nr XXIX/247/2017 z 30 listopada 2017, poprzednia obowiązywała w latach 2006–2017. Jest to prostokątny płat tkaniny, podzielony na dwa poziome pasy równej szerokości: czerwony i błękitny. Z jego lewej strony umieszczono herb gminy. |
| Gmina Szczerców  |      | Flaga gminy została ustanowiona uchwałą nr XXI/139/04 z 27 sierpnia 2004. Jest to prostokątny płat tkaniny o proporcjach 5:8, podzielony na trzy pionowe pasy: żółty i dwa błękitne w stosunku 1:2:1. W jego centralnej części umieszczono herb gminy.                                       |

### Powiat brzeziński
| Gmina           | Wzór | Opis |
| --------------- | ---- | --- |
| Miasto Brzeziny |      | Flaga miasta to prostokątny płat tkaniny, podzielony na sześć pasów biegnących z lewego górnego do prawego dolnego, w kolorach: zielonym, czerwonym, białym, zielonym, czerwonym i białym.                                                     |
| Gmina Brzeziny  |      | Flaga gminy została ustanowiona uchwałą nr XXXIII/236/2013 z 17 września 2013. Jest to prostokątny płat tkaniny o proporcjach 5:8, podzielony na dwa poziome pasy: żółty i zielony w stosunku 2:1. W lewym górnym rogu umieszczono herb gminy. |
| Gmina Dmosin    |      | Flaga gminy została ustanowiona uchwałą nr XXX/131/98 z 19 czerwca 1998. Jest to prostokątny płat tkaniny o proporcjach 5:8 koloru złotego, w którego centralnej części umieszczono herb gminy.                                                |

### Powiat kutnowski
| Gmina                  | Wzór | Opis |
| ---------------------- | ---- | --- |
| Gmina Bedlno           |      | Flaga gminy została ustanowiona uchwałą nr XXIX/203/2006 z 21 kwietnia 2006. Jest to prostokątny płat tkaniny o proporcjach 5:8, podzielony na trzy pionowe pasy: srebrny i dwa czerwone w stosunku 1:2:1. W jego centralnej części umieszczono godło z herbu gminy.                                                                    |
| Miasto Kutno           |      | Flaga miasta została ustanowiona uchwałą nr 603/LII/2002 z 16 lipca 2002. Jest to prostokątny płat tkaniny o proporcjach 5:8, podzielony w krzyż na cztery części w kolorach: żółtym i błękitnym (góra) oraz błękitnym i żółtym (dół).                                                                                                  |
| Gmina Kutno            |      | Flaga gminy została ustanowiona uchwałą nr XXI/116/2016 z 29 czerwca 2016. Jest to prostokątny płat tkaniny o proporcjach 5:8 koloru błękitnego, w którego dolnej części umieszczono czerwony mur, który jest przedłużeniem znajdującego się z lewej strony godła z herbu gminy.                                                        |
| Gmina Nowe Ostrowy     |      | Flaga gminy została ustanowiona uchwałą nr XXXV/202/2009 z 26 listopada 2009. Jest to prostokątny płat tkaniny o proporcjach 5:8 koloru czerwonego, w którego centralnej części umieszczono godło z herbu gminy. |
| Gmina Strzelce         |      | Flaga gminy, autorstwa Kamila Wójcikowskiego i Roberta Fidury, została ustanowiona uchwałą nr VI/40/19 z 30 maja 2019, ponownie uchwałą nr IX/54/19 z 25 lipca 2019. Jest to prostokątny płat tkaniny o proporcjach 5:8 koloru czerwonego, w którego lewej części umieszczono godło z herbu gminy, a z prawej dwa równe żółty trójkąty. |
| Miasto i gmina Żychlin |      | Flaga gminy, autorstwa Kamila Wójcikowskiego i Roberta Fidury, została ustanowiona uchwałą nr XXVIII/138/17 z 25 stycznia 2017. Jest to prostokątny płat tkaniny o proporcjach 5:8 koloru czerwonego, w którego centralnej części umieszczono herb gminy.                                                                               |

### Powiat łaski
| Gmina              | Wzór | Opis |
| ------------------ | ---- | --- |
| Gmina Sędziejowice |      | Flaga gminy, autorstwa Kamila Wójcikowskiego i Roberta Fidury, została ustanowiona uchwałą nr z XXI/170/12 28 grudnia 2012. Jest to prostokątny płat tkaniny o proporcjach 5:8 koloru czerwonego, w którego centralnej części umieszczono godło z herbu gminy.       |
| Gmina Wodzierady   |      | Obecna wersja flagi gminy została ustanowiona uchwałą nr XI/102/2011 z 9 grudnia 2011, poprzednia obowiązywała w latach 2006–2011. Jest to prostokątny płat tkaniny o proporcjach 5:8, podzielony na pięć poziomych pasów: czerwony, biały, żółty, biały i czerwony. |

### Powiat łęczycki
| Gmina                         | Wzór | Opis |
| ----------------------------- | ---- | --- |
| Gmina Góra Świętej Małgorzaty |      | Flaga gminy, autorstwa Marka Adamczewskiego, została ustanowiona uchwałą nr 85/XIV/2004 z 12 marca 2004. Jest to prostokątny płat tkaniny o proporcjach 5:8, podzielony na trzy równe poziome pasy: dwa złote i jeden zielony.                                                                                   |
| Miasto i gmina Grabów         |      | Flaga gminy, autorstwa Piotra Gołdyna, została ustanowiona uchwałą nr XXIV/141/04 z 29 grudnia 2004. Jest to prostokątny płat tkaniny o proporcjach 5:8, podzielony na trzy poziome pasy: czerwony, biały i zielony w stosunku 1:3:1. W jego centralnej części umieszczono herb gminy.                           |
| Miasto i gmina Piątek         |      | Flaga gminy, autorstwa Marka Adamczewskiego, została ustanowiona uchwałą nr IV/26/02 z 30 grudnia 2002. Jest to prostokątny płat tkaniny o proporcjach 5:8 koloru błękitnego, w którego centralnej części umieszczono złotą belkę, która jest przedłużeniem znajdującego się z lewej strony godła z herbu gminy. |
| Gmina Świnice Warckie         |      | Flaga gminy została ustanowiona uchwałą nr XXI/164/2005 z 25 sierpnia 2005. Jest to prostokątny płat tkaniny o proporcjach 5:8 koloru czerwonego, w którego centralnej części umieszczono godło z herbu gminy.                                                                                                   |

### Powiat łowicki
| Gmina                      | Wzór | Opis |
| -------------------------- | ---- | --- |
| Gmina Bielawy              |      | Flaga gminy została ustanowiona uchwałą nr XXX/113/2005 z 26 kwietnia 2005. Jest to prostokątny płat tkaniny o proporcjach 5:8, podzielony na trzy poziome pasy: biały, czerwony i żółty w stosunku 2:1:2. W jego centralnej części umieszczono herb gminy.     |
| Gmina Chąśno               |      | Flaga gminy została ustanowiona uchwałą nr XXIV/111/2009 z 25 maja 2009. Jest to prostokątny płat tkaniny o proporcjach 5:8, podzielony na trzy pionowe pasy: niebieski i dwa żółte w stosunku 1:2:1. W jego centralnej części umieszczono godło z herbu gminy. |
| Gmina Domaniewice          |      | Flaga gminy została ustanowiona uchwałą nr XXV/121/05 z 30 czerwca 2005. Jest to prostokątny płat tkaniny o proporcjach 5:8 koloru błękitnego, w którego centralnej części umieszczono godło z herbu gminy.                                                     |
| Miasto i gmina Kiernozia   |      | Flaga gminy została ustanowiona uchwałą nr XIV/93/04 z 21 kwietnia 2004. Jest to prostokątny płat tkaniny o proporcjach 5:8, podzielony na trzy pionowe pasy: żółty i dwa zielone w stosunku 1:2:1. W jego centralnej części umieszczono herb gminy.            |
| Gmina Kocierzew Południowy |      | Flaga gminy została ustanowiona uchwałą nr III/15/06 z 28 grudnia 2006. Jest to prostokątny płat tkaniny o proporcjach 5:8, podzielony na trzy poziome pasy: dwa niebieskie i biały w stosunku 1:4:1. W jego centralnej części umieszczono herb gminy.          |
| Miasto Łowicz              |      | Flaga miasta to prostokątny płat tkaniny o proporcjach 5:8 koloru błękitnego, w którego centralnej części umieszczono godło z herbu miasta. |
| Gmina Łowicz               |      | Flaga gminy została ustanowiona uchwałą nr XXX/157/09 z 26 czerwca 2009. Jest to prostokątny płat tkaniny o proporcjach 5:8, podzielony na trzy pionowe pasy: srebrny i dwa błękitne w stosunku 1:2:1. W jego centralnej części umieszczono herb gminy.         |
| Gmina Nieborów             |      | Flaga gminy została ustanowiona uchwałą nr XL/136/05 z 29 grudnia 2005. Jest to prostokątny płat tkaniny o proporcjach 5:8, podzielony na dwa poziome pasy: błękitny i żółty w stosunku 4:1. W centralnej części górnego pasa umieszczono herb gminy.           |

### Miasto Łódź
| Wzór | Opis |
| ---- | --- |
|      | Flaga miasta została ustanowiona w 1986, choć używana była już wcześniej. Jest to prostokątny płat tkaniny o proporcjach 5:8, podzielony na dwa poziome pasy równej szerokości: złoty i czerwony. W jego centralnej części umieszczono herb miasta. |

### Powiat łódzki wschodni
| Gmina                   | Wzór | Opis |
| ----------------------- | ---- | --- |
| Gmina Andrespol         |      | Flaga gminy została ustanowiona uchwałą nr XXVII/258/16 z 12 września 2016. Jest to prostokątny płat tkaniny o proporcjach 5:8 koloru błękitnego, w którego centralnej części umieszczono srebrną falistą linię, która jest przedłużeniem znajdującego się z lewej strony godła z herbu gminy. |
| Gmina Brójce            |      | Flaga gminy to prostokątny płat tkaniny, podzielony na trzy części: dwie poziome (żółta i czerwona), znajdujące się z prawej strony flagi i pionową zieloną z herbem gminy. |
| Miasto i gmina Koluszki |      | Flaga gminy to prostokątny płat tkaniny, podzielony na trzy poziome pasy: dwa błękitne i czerwony w stosunku 1:2:1. Na środkowym pasie umieszczono herb gminy. |
| Gmina Nowosolna         |      | Flaga gminy została ustanowiona uchwałą nr XII/81/03 z 27 października 2003. Jest to prostokątny płat tkaniny, podzielony na trzy poziome pasy równej szerokości: żółty, biały i niebieski. W jego centralnej części umieszczono herb gminy.                                                   |
| Miasto i gmina Rzgów    |      | Flaga gminy została ustanowiona uchwałą nr XXVI/216/2001 z 28 maja 2001. Jest to prostokątny płat tkaniny o proporcjach 5:8, podzielony na dwa poziome pasy równej szerokości: biały i niebieski. W lewym górnym rogu umieszczono herb gminy.                                                  |

### Powiat opoczyński
| Gmina                    | Wzór | Opis |
| ------------------------ | ---- | --- |
| Miasto i gmina Białaczów |      | Flaga gminy została ustanowiona uchwałą nr XXXIII/244/2013 z 30 października 2013. Jest to prostokątny płat tkaniny o proporcjach 5:8 koloru błękitnego, w którego centralnej części umieszczono godło z herbu gminy.                                                                       |
| Miasto i gmina Opoczno   |      | Flaga gminy to prostokątny płat tkaniny o proporcjach 2:3, podzielony na dwa trójkąty: biały i czerwony wzdłuż linii biegnącej od lewego górnego do prawego dolnego rogu. Na białej części umieszczono herb gminy.                                                                          |
| Gmina Paradyż            |      | Flaga gminy, autorstwa Aleksandra Bąka, została ustanowiona uchwałą nr LIII/343/2023 z 31 maja 2023. Jest to prostokątny płat tkaniny o proporcjach 5:8, podzielony na trzy pionowe pasy: dwa żółte i czerwony w stosunku 3:10:3. W jego centralnej części umieszczono godło z herbu gminy. |
| Gmina Sławno             |      | Flaga gminy została ustanowiona uchwałą nr VI/42/07 z 6 marca 2007. Jest to prostokątny płat tkaniny o proporcjach 5:8, podzielony na cztery pasy: biały, czerwony, żółty i błękitny w stosunku 6:1:1:1. Na górnym pasie umieszczono herb gminy.                                            |

### Powiat pabianicki
| Gmina                      | Wzór | Opis |
| -------------------------- | ---- | --- |
| Miasto Konstantynów Łódzki |      | Flaga miasta została ustanowiona uchwałą nr XXII/188/98 z 23 maja 1996. Jest to prostokątny płat tkaniny o proporcjach 2:3 koloru białego, w którego centralnej części umieszczono herb miasta.                                                                            |
| Gmina Ksawerów             |      | Flaga gminy została ustanowiona uchwałą nr XLIV/295/2002 13 czerwca 2002, ponownie uchwałą nr XLVIII/343/2017 z 24 maja 2017. Jest to prostokątny płat tkaniny o proporcjach 5:8 koloru błękitnego, w którego centralnej części umieszczono herb gminy.                    |
| Miasto i gmina Lutomiersk  |      | Flaga gminy została ustanowiona uchwałą nr VII/63/2003 z 14 czerwca 2003. Jest to prostokątny płat tkaniny, podzielony na trzy poziome pasy równej szerokości: dwa zielone i biały. Z lewej strony środkowego pasa umieszczono herb gminy.                                 |
| Miasto Pabianice           |      | Flaga miasta została ustanowiona 3 listopada 1993, ponownie uchwałą nr XXIII/257/12 z 24 lutego 2012. Jest to prostokątny płat tkaniny o proporcjach 5:8, podzielony na dwa poziome pasy równej szerokości: złoty i błękitny. W lewym górnym rogu umieszczono herb miasta. |

### Powiat pajęczański
| Gmina                     | Wzór | Opis |
| ------------------------- | ---- | --- |
| Miasto i gmina Działoszyn |      | Flaga gminy to prostokątny płat tkaniny o proporcjach 5:8 koloru złotego, w którego centralnej części umieszczono godło z herbu gminy. |
| Gmina Rząśnia             |      | Flaga gminy została ustanowiona uchwałą nr XXXI/218/2010 z 24 maja 2010. Jest to prostokątny płat tkaniny o proporcjach 5:8, podzielony na trzy pionowe pasy: dwa niebieskie i biały w stosunku 1:2:1. W jego centralnej części umieszczono herb gminy.   |
| Gmina Sulmierzyce         |      | Flaga gminy została ustanowiona uchwałą nr XXXV/208/2017 z 28 kwietnia 2017. Jest to prostokątny płat tkaniny o proporcjach 5:8 koloru błękitnego, z dwoma pasami (białym i żółtym) w dolnej części. W lewym górnym rogu umieszczono godło z herbu gminy. |

### Miasto Piotrków Trybunalski
| Wzór | Opis |
| ---- | --- |
|      | Flaga miasta została ustanowiona 22 maja 1996. Jest to prostokątny płat tkaniny o proporcjach 5:7, podzielony na trzy pionowe pasy: czerwony, błękitny i biały w stosunku 1:1:4. W prawym górnym rogu umieszczono herb miasta. |

### Powiat piotrkowski
| Gmina                     | Wzór | Opis |
| ------------------------- | ---- | --- |
| Gmina Aleksandrów         |      | Flaga gminy została ustanowiona uchwałą nr XIV/92/2012 z 28 czerwca 2012. Jest to prostokątny płat tkaniny o proporcjach 5:8 koloru błękitnego, w którego dolnej części umieszczono dwie falowane białe linie będące przedłużeniem znajdującego się z lewej strony godła z herbu gminy.                        |
| Gmina Czarnocin           |      | Flaga gminy została ustanowiona uchwałą nr LIII/378/2023 z 28 czerwca 2023. Jest to prostokątny płat tkaniny o proporcjach 5:8 koloru błękitnego, w którego centralnej części umieszczono godło z herbu gminy.                                                                                                 |
| Gmina Gorzkowice          |      | Flaga gminy została ustanowiona uchwałą nr X/67/2015 z 8 września 2015. Jest to prostokątny płat tkaniny o proporcjach 5:8, podzielony na dwie równe pionowe części: z lewej strony na białym tle znajduje się herb gminy, natomiast z prawej – dziesięć naprzemiennie ustawionych białych i czerwonych pasów. |
| Gmina Grabica             |      | Flaga gminy została ustanowiona uchwałą nr XII/81/2008 z 15 maja 2008. Jest to prostokątny płat tkaniny o proporcjach 5:8, podzielony na dwa poziome pasy: zielony i żółty. Z lewej strony umieszczono herb gminy.                                                                                             |
| Gmina Łęki Szlacheckie    |      | Flaga gminy została ustanowiona uchwałą nr XXXIV/162/09 z 29 grudnia 2009. Jest to prostokątny płat tkaniny o proporcjach 5:8 koloru błękitnego, w którego centralnej części umieszczono godło z herbu gminy.                                                                                                  |
| Gmina Moszczenica         |      | Flaga gminy to prostokątny płat tkaniny o proporcjach 5:8, podzielony na trzy poziome pasy: dwa zielone i żółty w stosunku 1:3:1. W jego centralnej części umieszczono herb gminy. |
| Gmina Ręczno              |      | Flaga gminy została ustanowiona uchwałą nr XIX/127/09 z 3 lipca 2009. Jest to prostokątny płat tkaniny o proporcjach 5:8, podzielony na pięć poziomych pasów: błękitny, czerwony, żółty, czerwony i błękitny w stosunku 21:2:2:2:3. W lewym górnym rogu umieszczono godło z herbu gminy.                       |
| Miasto i gmina Sulejów    |      | Flaga gminy została ustanowiona uchwałą nr XXXIV/346/2010 z 11 stycznia 2010. Jest to prostokątny płat tkaniny o proporcjach 5:8, podzielony na trzy poziome pasy: zielony, biały i czerwony w stosunku 3:1:1. Na górnym pasie umieszczono herb gminy.                                                         |
| Gmina Wola Krzysztoporska |      | Flaga gminy została ustanowiona uchwałą nr VIII/316/2006 z 11 kwietnia 2006. Jest to prostokątny płat tkaniny o proporcjach 5:8 koloru błękitnego, w którego centralnej części umieszczono godło z herbu gminy.                                                                                                |
| Miasto i gmina Wolbórz    |      | Flaga gminy została ustanowiona uchwałą nr XXXII/226/2009 z 19 sierpnia 2009. Jest to prostokątny płat tkaniny o proporcjach 5:8 koloru czerwonego, w którego centralnej części umieszczono godło z herbu gminy.                                                                                               |

### Powiat poddębicki
| Gmina                  | Wzór | Opis |
| ---------------------- | ---- | --- |
| Miasto i gmina Uniejów |      | Flaga gminy to prostokątny płat tkaniny, podzielony na dwa poziome pasy równej szerokości: żółty i błękitny. Na górnym pasie umieszczono herb gminy. |

### Powiat radomszczański
| Gmina                 | Wzór | Opis |
| --------------------- | ---- | --- |
| Gmina Gidle           |      | Flaga gminy została ustanowiona uchwałą nr 103/XVII/99 z 30 grudnia 1999. Jest to prostokątny płat tkaniny o proporcjach 5:8, podzielony na trzy pionowe pasy: dwa błękitne i czerwony w stosunku 1:2:1.                                             |
| Gmina Kobiele Wielkie |      | Flaga gminy, autorstwa Marka Adamczewskiego, została ustanowiona uchwałą nr XVI/89/00 z 29 czerwca 2000. Jest to prostokątny płat tkaniny o proporcjach 5:8, podzielony na cztery poziome pasy: czerwony, biały, żółty i zielony w stosunku 2:1:1:2. |
| Gmina Kodrąb          |      | Flaga gminy została ustanowiona uchwałą nr X/57/07 z 30 października 2007. Jest to prostokątny płat tkaniny, podzielony w biało–zieloną szachownicę.                                                                                                 |
| Miasto Radomsko       |      | Flaga gminy została ustanowiona uchwałą nr XXV/192/96 z 27 września 1996. Jest to prostokątny płat tkaniny o proporcjach 5:8, podzielony na trzy poziome pasy: niebieski, żółty i czerwony w stosunku 2:1:2.                                         |
| Gmina Żytno           |      | Flaga gminy została ustanowiona uchwałą nr XXVII/179/21 z 25 marca 2021. Jest to prostokątny płat tkaniny o proporcjach 5:8 koloru błękitnego, w którego centralnej części umieszczono godło z herbu gminy.                                          |

### Powiat rawski
| Gmina                       | Wzór | Opis |
| --------------------------- | ---- | --- |
| Miasto i gmina Biała Rawska |      | Flaga gminy została ustanowiona 13 września 1996. Jest to prostokątny płat tkaniny o wymiarach 1,45 m na 2,2 m koloru białego, w którego centralnej części umieszczono herb gminy.                       |
| Miasto Rawa Mazowiecka      |      | Flaga miasta to prostokątny płat tkaniny o proporcjach 5:8, podzielony w biało–błękitną szachownicę. W jego centralnej części umieszczono herb miasta.                                                   |
| Gmina Rawa Mazowiecka       |      | Flaga gminy została ustanowiona uchwałą nr XXX.188.17 z 30 maja 2017. Jest to prostokątny płat tkaniny o proporcjach 5:8 koloru czerwonego, w którego centralnej części umieszczono godło z herbu gminy. |

### Powiat sieradzki
| Gmina                  | Wzór | Opis |
| ---------------------- | ---- | --- |
| Miasto i gmina Błaszki |      | Flaga gminy, autorstwa Kamila Wójcikowskiego i Roberta Fidury, została ustanowiona uchwałą nr XLIX/307/22 z 25 marca 2022. Jest to prostokątny płat tkaniny o proporcjach 5:8 koloru czerwonego, z którego lewej strony umieszczono godło z herbu gminy.                                                                       |
| Gmina Brzeźnio         |      | Flaga gminy została ustanowiona uchwałą nr XXXII/185/2017 z 26 kwietnia 2017. Jest to prostokątny płat tkaniny o proporcjach 5:8, podzielony na dwie równe pionowe części: z lewej strony na błękitnym tle znajduje się godło z herbu gminy, natomiast z prawej – siedem naprzemiennie ustawionych błękitnych i białych pasów. |
| Gmina Burzenin         |      | Flaga gminy została ustanowiona 27 lutego 2004. Jest to prostokątny płat tkaniny, podzielony na trzy kliny: dwa czerwone i biały. Z lewej strony płata umieszczono herb gminy. |
| Gmina Goszczanów       |      | Flaga gminy została ustanowiona uchwałą nr XX/99/2005 z 30 marca 2005. Jest to prostokątny płat tkaniny o proporcjach 5:8, podzielony na trzy poziome pasy: srebrny, czerwony i błękitny. |
| Gmina Klonowa          |      | Flaga gminy została ustanowiona uchwałą nr XXXII/158/2021 z 29 czerwca 2021. Jest to prostokątny płat tkaniny o proporcjach 5:8 koloru zielonego, w którego centralnej części umieszczono godło z herbu gminy. |
| Miasto Sieradz         |      | Pierwsza wersja flagi miasta została ustanowiona 28 grudnia 1990, obecna została ustanowiona uchwałą nr IX/91/2024 z 12 grudnia 2024. Jest to prostokątny płat tkaniny o proporcjach 5:8, podzielony na trzy poziome pasy: dwa białe i czerwony. W jego centralnej części umieszczono godło z herbu miasta.                    |
| Gmina Sieradz          |      | Flaga gminy została ustanowiona uchwałą nr XI/87/2015 z 7 grudnia 2015. Jest to prostokątny płat tkaniny o proporcjach 5:8 koloru czerwonego, w którego centralnej części umieszczono godło z herbu gminy. |
| Miasto i gmina Warta   |      | Flaga gminy to prostokątny płat tkaniny, podzielony na trzy równe poziome pasy: biały, niebieski i zielony. W jego centralnej części umieszczono herb gminy, a nad nim wstęgę z napisem „WARTA”. |

### Miasto Skierniewice
| Wzór | Opis |
| ---- | --- |
|      | Flaga miasta to prostokątny płat tkaniny, podzielony na trzy równe poziome pasy: dwa niebieskie i żółty. W jego centralnej części umieszczono herb miasta. |

### Powiat skierniewicki
| Gmina                     | Wzór | Opis |
| ------------------------- | ---- | --- |
| Miasto i gmina Bolimów    |      | Flaga gminy to prostokątny płat tkaniny o proporcjach 5:8 koloru czerwonego, w którego centralnej części umieszczono godło z herbu gminy.                                                                      |
| Gmina Lipce Reymontowskie |      | Flaga gminy została ustanowiona 18 czerwca 1998. Jest to prostokątny płat tkaniny, podzielony na trzy poziome pasy: czerwony, żółty i zielony.                                                                 |
| Gmina Maków               |      | Flaga gminy została ustanowiona uchwałą nr XXVII/142/97 z 14 listopada 1997. Jest to prostokątny płat tkaniny o proporcjach 5:8 koloru zielonego, w którego centralnej części umieszczono godło z herbu gminy. |
| Gmina Słupia              |      | Flaga gminy to płat tkaniny w formie chorągwi o proporcjach 5:8, podzielony na dwa równe poziome pasy: żółty i zielony. W jego centralnej części umieszczono herb gminy.                                       |

### Powiat tomaszowski
| Gmina                      | Wzór | Opis |
| -------------------------- | ---- | --- |
| Gmina Czerniewice          |      | Flaga gminy została ustanowiona uchwałą nr XXI/106/96 z 17 czerwca 1996. Jest to prostokątny płat tkaniny koloru białego, w którego centralnej części umieszczono herb gminy. |
| Gmina Lubochnia            |      | Flaga gminy została ustanowiona uchwałą nr 167/98 z 8 czerwca 1998. Jest to prostokątny płat tkaniny o proporcjach 5:8, podzielony na cztery poziome pasy: błękitny, biały, czerwony i żółty w stosunku 4:1:1:4.                                                                         |
| Gmina Rzeczyca             |      | Flaga gminy to prostokątny płat tkaniny o proporcjach 2:3 koloru zielonego, w którego lewym górnym rogu umieszczono herb gminy. |
| Miasto Tomaszów Mazowiecki |      | Flaga miasta to prostokątny płat tkaniny o proporcjach 5:8, podzielony na trzy pionowe pasy: dwa czerwone i żółty w stosunku 1:3:1. W jego centralnej części umieszczono godło z herbu miasta.                                                                                           |
| Gmina Tomaszów Mazowiecki  |      | Flaga gminy została ustanowiona uchwałą nr XVII/103/12 z 23 lutego 2012. Jest to prostokątny płat tkaniny o proporcjach 5:8, podzielony na pięć poziomych pasów: żółty, czerwony, żółty, zielony i żółty w stosunku 1:1:8:1:1. W jego centralnej części umieszczono godło z herbu gminy. |
| Miasto i gmina Ujazd       |      | Flaga gminy została ustanowiona uchwałą nr XII/140/03 z 15 grudnia 2003. Jest to prostokątny płat tkaniny, podzielony w błękitno–białą szachownicę. W lewym górnym rogu umieszczono godło z herbu gminy.                                                                                 |
| Gmina Żelechlinek          |      | Flaga gminy została ustanowiona uchwałą nr XXII/103/96 z 23 maja 1999. Jest to prostokątny płat tkaniny o proporcjach 5:8, podzielony na trzy pionowe pasy: dwa żółte i zielony. W jego centralnej części umieszczono godło z herbu gminy.                                               |

### Powiat wieluński
| Gmina                 | Wzór | Opis |
| --------------------- | ---- | --- |
| Miasto i gmina Wieluń |      | Flaga gminy została ustanowiona uchwałą nr XI/87/2015 z 7 grudnia 2015. Jest to prostokątny płat tkaniny o proporcjach 5:8 koloru czerwonego, przedzielony białym pasem biegnącym z lewego górnego do prawego dolnego rogu. W jego centralnej części umieszczono herb gminy. |
| Gmina Wierzchlas      |      | Flaga gminy, autorstwa Jana Książka i Henryka Hernanta, została ustanowiona uchwałą nr XX/115/2012 z 29 listopada 2012. Jest to prostokątny płat tkaniny o proporcjach 5:8 koloru błękitnego, w którego prawej części umieszczono godło z herbu gminy.                       |

### Powiat wieruszowski
| Gmina                      | Wzór | Opis |
| -------------------------- | ---- | --- |
| Miasto i gmina Bolesławiec |      | Flaga gminy, autorstwa Stefana Pietrasa, została ustanowiona uchwałą nr XVII/123/97 z 5 marca 1997. Jest to prostokątny płat tkaniny o proporcjach 5:8, podzielony na cztery poziome pasy: biały, żółty, błękitny i czerwony w stosunku 7:1:2:10. |
| Gmina Łubnice              |      | Flaga gminy została ustanowiona uchwałą nr XXXV/161/2006 z 29 marca 2006. Jest to prostokątny płat tkaniny o proporcjach 5:8 koloru błękitnego, w którego centralnej części umieszczono godło z herbu gminy.                                      |
| Gmina Sokolniki            |      | Flaga gminy to prostokątny płat tkaniny o proporcjach 5:8, podzielony na pięć poziomych pasów: srebrny, błękitny, złoty, błękitny i srebrny. Z lewej strony umieszczono herb gminy.                                                               |
| Miasto i gmina Wieruszów   |      | Flaga gminy została ustanowiona 1 lutego 1995. Jest to prostokątny płat tkaniny o proporcjach 5:8, podzielony na trzy poziome pasy: czerwony, czarny i zielony w stosunku 2:1:2.                                                                  |

### Powiat zduńskowolski
| Gmina                 | Wzór | Opis |
| --------------------- | ---- | --- |
| Miasto i gmina Szadek |      | Flaga gminy została ustanowiona 30 marca 1995. Jest to prostokątny płat tkaniny o proporcjach 5:8, podzielony na dwa poziome pasy: biały i czerwony i dwa ukośne: zielony i żółty.                                                                    |
| Gmina Zapolice        |      | Flaga gminy została ustanowiona uchwałą nr XLVII/324/14 z 15 września 2014. Jest to prostokątny płat tkaniny o proporcjach 5:8 koloru czerwonego, w którego centralnej części umieszczono godło z herbu gminy.                                        |
| Miasto Zduńska Wola   |      | Flaga miasta została ustanowiona 30 marca 1995. Jest to prostokątny płat tkaniny o proporcjach 5:8 koloru zielonego, przedzielony trzema równymi ukośnymi pasami (białym, żółtym i czerwonym), biegnącymi z prawego górnego rogu.                     |
| Gmina Zduńska Wola    |      | Flaga gminy została ustanowiona uchwałą nr 59/2001 z 20 czerwca 2001, obecna wersja obowiązuje od 24 czerwca 2021. Jest to prostokątny płat tkaniny o proporcjach 5:8 koloru błękitnego, w którego centralnej części umieszczono godło z herbu gminy. |

### Powiat zgierski
| Gmina                             | Wzór | Opis |
| --------------------------------- | ---- | --- |
| Miasto i gmina Aleksandrów Łódzki |      | Flaga gminy została ustanowiona 13 maja 1987. Jest to prostokątny płat tkaniny o proporcjach 5:8, podzielony na trzy równe poziome pasy: czerwony, złoty i niebieski.                                                                                  |
| Miasto Głowno                     |      | Flaga miasta, autorstwa Beaty Pilarskiej, została usankcjonowana prawnie 26 lutego 2014. Jest to prostokątny płat tkaniny o proporcjach 5:8, podzielony na dwa równe pionowe pasy: czerwony i żółty. W jego centralnej części umieszczono herb miasta. |
| Gmina Głowno                      |      | Flaga gminy została ustanowiona 12 listopada 2004. Jest to prostokątny płat tkaniny o proporcjach 5:8, podzielony na dwa poziome pasy: biały i zielony w stosunku 2:1. W lewej górnej części umieszczono herb gminy.                                   |
| Miasto Ozorków                    |      | Flaga miasta to prostokątny płat tkaniny o proporcjach 5:8, podzielony na dwa równe pionowe pasy: biały i czerwony. W jego centralnej części umieszczono herb miasta.                                                                                  |
| Miasto i gmina Parzęczew          |      | Flaga gminy została ustanowiona 26 stycznia 1994. Jest to prostokątny płat tkaniny o proporcjach 1:2, podzielony na trzy poziome pasy: czerwony, biały i niebieski w stosunku 3:1:3.                                                                   |
| Miasto i gmina Stryków            |      | Flaga gminy została ustanowiona 30 grudnia 1993. Jest to prostokątny płat tkaniny o proporcjach 5:8, podzielony na dwa równe poziome pasy: żółty i niebieski.                                                                                          |
| Miasto Zgierz                     |      | Obecna wersja flagi miasta obowiązuje od 25 lutego 2021. Jest to prostokątny płat tkaniny o proporcjach 5:8 koloru czerwonego, w którego centralnej części umieszczono godło z herbu miasta.                                                           |
| Gmina Zgierz                      |      | Flaga gminy została ustanowiona 1 czerwca 1996. Jest to prostokątny płat tkaniny o proporcjach 5:8, podzielony na trzy równe poziome pasy: biały, błękitny, złoty.                                                                                     |